# Automotrice Mat '54
Materieel 1954
Les automotrices Mat '54 (materieel 1954) des Nederlandse Spoorwegen, surnommées « Hondekop » (têtes de chien) sont une série de 68 rames doubles ElD2 et 73 rames quadruples ElD4 commandées à partir de 1954 et livrées de 1956 à 1962. Les automotrices Benelux (Mat '57) appartiennent à la même famille.
Issues des automotrices électriques des séries Mat '35, '36, '40 et '46, elles s'en distinguent par leur capot rond dominé par un pare-brise surélevé. Dernier modèle compatible avec les automotrices d'ancienne génération, elles rouent jusqu'au milieu des années 1990.
Une rame quadruple et une rame double sont préservées en état opérationnel. Deux rames doubles sont également en partie conservées.

## Histoire

### Genèse
Au lendemain de la Seconde Guerre mondiale, le réseau des chemins de fer néerlandais a fortement souffert. Pour remplacer le matériel électrique détruit et compléter l'étendue du réseau électrifié, un total de 144 automotrices Mat '46 avait été commandé et livré de 1948 à 1952. Ces rames électriques reprenaient de nombreux aspects des 53 automotrices Mat '36 courtes de 1938, parmi lesquels l'emploi de bogies Jacobs, l'aménagement intérieur et les faces avant fuselées. C'était toutefois une série plus moderne, avec un bon ratio poids-puissance qui les rendait utiles en service omnibus et semi-direct. Les vitrages avant étaient également plus vastes et leur construction unifiée avec davantage de pièces interchangeables d'une série à l'autre.
Au milieu des années 1950, la situation a évolué : les NS commandent désormais de grandes quantités de voitures à voyageurs et de locomotives électriques pour assurer en rame tractée des trains internationaux et certains express, à une vitesse de 140 km/h. Les Mat '46, chaussées des mêmes bogies que les rames de 1936 ne pouvaient circuler à cette vitesse sans être agitées d'oscillations inconfortables pour les voyageurs imputées aux bogies Jacobs appuyés sur deux voitures à la fois.

### Mise au point
Cherchant à disposer d'automotrices aptes à 140 km/h pour les trains express, et à éliminer du service passagers les antiques Mat '24 « Blokkendoos » à banquettes en bois, les NS mettent à l'étude une nouvelle série dont chaque véhicule possède son propre bogie, en résulte un poids additionnel néfaste aux accélérations, la puissance totale des moteurs de traction étant plus basse que celle des Mat '46, mais des qualités de roulement bien supérieures à la vitesse maximale. Le même principe avait été choisi pour les 37 automotrices Mat '36 longues. Comme ces dernières, les rames quadruples ont leurs 4 bogies moteurs regroupés sous les motrices à chaque extrémité, les rames doubles ayant un bogie moteur sous chaque cabine.
En rupture avec les automotrices précédentes, la cabine de conduite est désormais installée derrière un long capot qui fait à la fois office de protection en cas d'impact et de support aux entrées d'air de ventilation du bogie moteur avant. Cette face avant avec un "museau" arrondi leur vaudra le surnom de "têtes de chien" et rappelle vaguement les locomotives série 1200 construites aux États-Unis.
Les 321-365 et 711-757 de 1956-1958 sont assemblées avec des fenêtres semblables aux rames aérodynamiques de 1936 - 1946 et isolées avec de l'amiante. Les 371-393 et 761-786 livrées en 1962 se distinguent par l'emploi de laine de roche et de nouvelles fenêtres au sommet rectiligne dotées de deux petits ouvrants coulissants encadrées par des glaces immobiles ; cette disposition anti courants d'air se retrouve également sur le matériel anglais Mk 1 et du matériel belge.
La suppression de la troisième classe en 1956 entraine le reclassement des automotrices en cours de construction : la troisième classe est devenue la seconde et la deuxième classe la première.
Les rames doubles Mat '54 sont composées, :
- d'une motrice Bk avec la cabine du conducteur, deux compartiments de 8 places à couloir latéral, une plateforme d'accès avec deux toilettes, une salle de 56 places à couloir central et un second vestibule ;
- d'une motrice ABDk avec une cabine, le compartiment à bagages, deux salles de 12 places de première classe encadrant un vestibule, un espace de service faisant face à une toilette et une salle de 24 places.

Les automotrices quadruples sont composées comme suit :
- une motrice Bk en tous points identique à celle des ElD2 pour les 711-741 et dotées d'un commutateur électrique imposant de reculer la toilette, supprimant deux sièges dans la grande salle ;
- une remorque A avec un vestibule à chaque extrémité, une salle ouverte de 24 places, une toilette et quatre compartiments de six places ;
- une remorque B avec une cuisine (l'intercirculation vers la remorque A est décalée), une salle de 22 places pouvant servir de restaurant, une plateforme d'accès, deux toilettes et une salle de 56 places ;
- une motrice BDk avec la cabine du conducteur, un grand compartiment à bagages et deux vestibules encadrant une salle de 40 places.

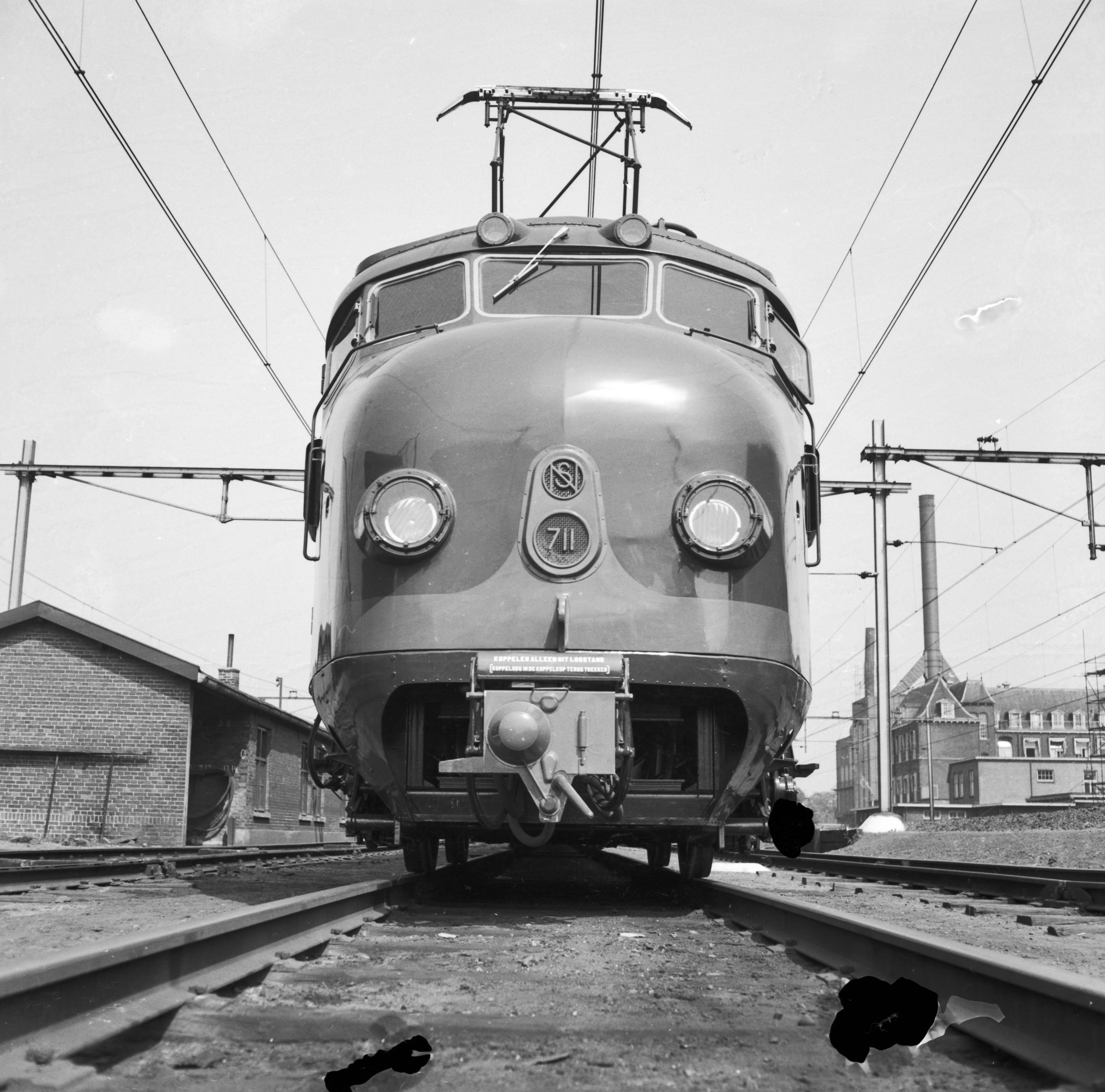
Face avant de la 711 en livrée d'origine.
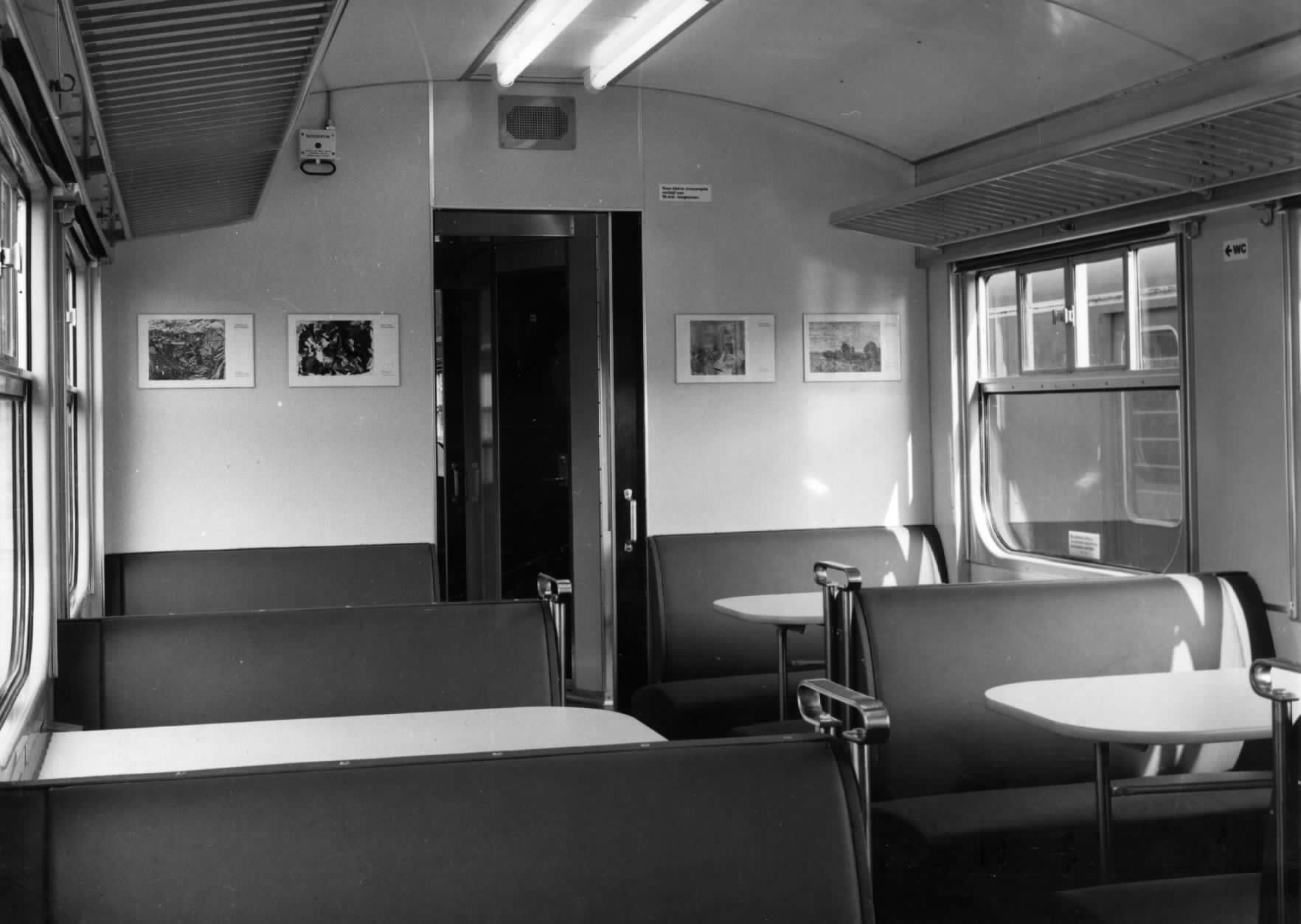
Espace restauration de la rame prototype n° 1970.

### Rames Benelux
Pour créer un service à grande vitesse entre Bruxelles et Amsterdam, envisageant même de circuler jusqu'à Luxembourg, les NS et la SNCB commandent conjointement 12 automotrices doubles dérivées des Mat '54 mais équipées pour rouler sous 1500 V, dotées d'une grande cuisine et d'un compartiment pour la douane. Roulant fréquemment avec des Hondekop ou électriques plus anciennes entre la gare frontière de Rosendael et Amsterdam, elles sont supplantées à partir de 1974 par des rames réversibles avec voiture-pilote plan D, voitures plan W, I4 et locomotive belge série 25.5. Elles ont été remplacées en 1987 par des voitures ICR.

### Livraison
La commande des automotrices doubles et quadruples est étagée en plusieurs tranches. Les ElD2 Plan F (321-334), Plan G (335-350) et Plan M (351-365) sont fournies par Allan en 1957-1958 tandis que les Plan Q (366-393) sont construites par Werkspoor en 1962. Les ElD4 sont construites par Werkspoor sauf leur remorque B qui sort de l'usine Beynes. La motrice Bk des 711-726 est produite par Allan. Les rames quadruples Plan F (711-741) ont été livrées en 1956, les Plan G (742-757) en 1957-1958 et les Plan P (761-786) en 1959-1962. Les rames des plans P et Q se distinguent par leurs nouvelles fenêtres la partie sur charnières s'ouvrant vers l'intérieur est remplacée par quatre petites vitres dont deux coulissent latéralement : un dispositif anti courants d'air notamment utilisé au Royaume-Uni (matériel d'avant-guerre et voitures Mark 1) et en Belgique.

### Carrière et services effectués
Les Mat '54 sont utilisées sur une vaste gamme de trains rapides tandis que les rames doubles partagent les services des Mat '46 à deux éléments. De nombreux services sont assurés par des couplages de Mat '54 et de Mat '40, '46 ou '36.
La livrée des premières Mat '54 est la même que les autres automotrices électriques depuis les années 1930 avec une robe vert foncé complétée par une bande de visibilité rouge sur le nez, montant sur la protubérance portant le numéro et la grille d'aération, avec une fine ligne rouge délimitant le bas de caisse et la jonction avec le toit. Afin d'améliorer la visibilité, une moustache beige en V remplace les zones rouges de l'avant sur la plupart des rames doubles de la tranche des plan M ; elle est également peinte sur plusieurs rames doubles et quadruples déjà en service.
Les rames livrées à partir de 1959 endossent directement une nouvelle livrée au vert moins foncé avec des liserés beiges sur les flancs et une grande moustache stylisée de forme triangulaire se trouve sur les nez. Ce coloris est rapidement appliqué à l'ensemble de la série ainsi qu'aux rames électriques Mat '36 à '54, lesquelles utilisent une moustache différente.
L'arrivée des automotrices Mat '64, surtout destinées au trafic local et omnibus, s'accompagne d'une révolution allant bien plus loin que la mise à la retraite des rames aérodynamiques d'avant-guerre. Alors que les 30 rames quadruples plan T ainsi que les 30 premières rames doubles plan V sont sorties des chaînes d'assemblage sont peintes dans le même ton de vert avec une bande beige, les rames de 1968 innovent en adoptant pour la première fois aux Pays-Bas une livrée entièrement jaune. 1968 est aussi l'année où apparaît le nouveau logo NS en double flèche.
Le plan de transport Spoorslag '70 (nl) inscrit dans le plan quinquennal Spoor naar '75 introduit de nombreux changements dont la création d'une offre InterCity. Deux rames Mat '54 sont repeintes en jaune en 1968 (ce seront les seules à conserver leur moustache, repeinte en gris) tandis que les logos NS et trois bandes diagonales bleu moyen destinées à servir de support à des publicités font leur apparition sur l'ensemble des rames alors en service. L'ensemble des rames quadruples perd sa livrée verte au plus tard en 1975 tandis que les dernières rames doubles ne sont repeintes qu'en 1980.

### Transformation
À la création de l'offre InterCity, les rames quadruples Mat '54 sont les seules automotrices hollandaises aptes à rouler à 140 km/h. Leur aménagement avec des banquettes en vis-à-vis en 2e classe est désormais considéré comme spartiate selon les critères de l'époque. La rame 776 dont les voitures BDk et B ont été endommagées par un incendie en 1969 est sélectionnée pour une rénovation expérimentale. Les deux éléments endommagés sont reconstruits chez Werkspoor. Le compartiment à bagages est supprimé et les NS décident de convertir les deux véhicules avec un aménagement de première classe, donnant lieu à une rame numérotée 1970 avec trois voitures de 1re classe (124 places) et une voiture de 2e classe (76 places). L'intérieur des quatre voitures a été réaménagé en disposition coach avec de nouveaux sièges fabriqués selon les salles par la firme française Compin et par l'anglais Laser-Engineer ainsi que des porte-bagages longitudinaux. Peinte dans la livrée jaune ordinaire, elle est incorporée à des IC entre Groningue, Amsterdam et la Haye. Elle sera finalement peinte en 1980 dans la livrée bicolore des 1700 et une puis deux de ses voitures repasseront en deuxième classe pour 1987.
L'expérience étant positive, les NS entament en 1972-1973 un programme de reconstruction de 12 rames supplémentaires. Les sièges des deux classes sont du modèle Compin, avec la capacité de changer de sens (supprimée en 1978). La livrée extérieure est d'un genre nouveau avec une bande bleue enveloppant les fenêtres tandis que le compartiment à bagages et la répartition des classes sont maintenus. Ces rames sont numérotées 780-791 puis 1780-1791. Les portes grises deviennent entièrement jaunes en 1978.
Afin d'augmenter le confort en attendant de disposer des nouvelles rames ICM, 24 autres Mat '54 quadruples dont une majorité issue de la variante plus anciennes sont converties entre 1975 et 1978. La principale différence est la suppression du compartiment à bagages au profit d'une salle dotée de 16 places assises. Extérieurement, la livrée emploie désormais une bande bleue ininterrompue et les portes ne sont plus grises. Une dernière rame est traitée en 1981. La numérotation de ces rames est discontinue, avec l'ajout d'un 1 devant le matricule d'origine.

### Fin de carrière et préservation

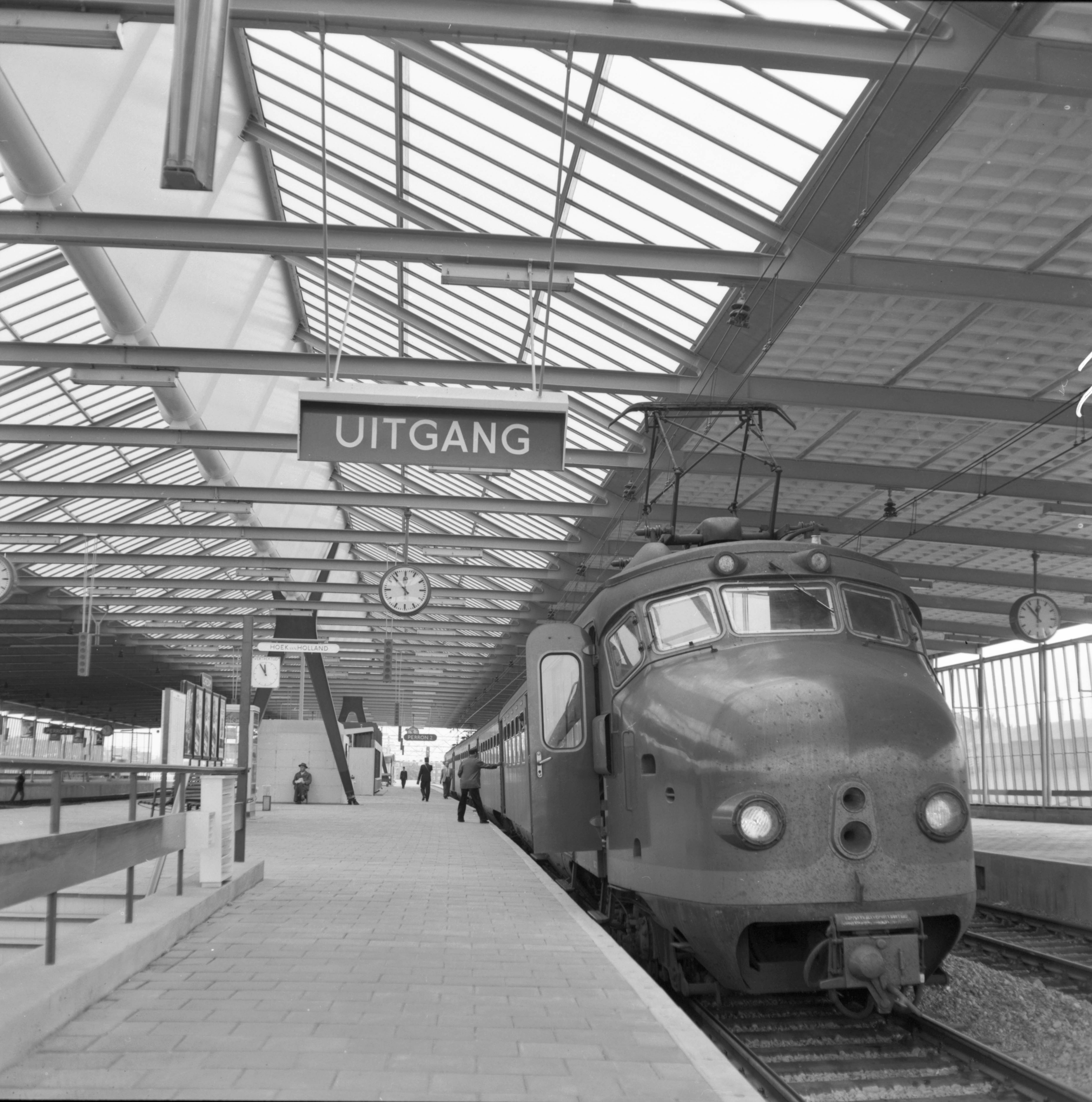
Rame quadruple en 1959 (livrée d'origine).
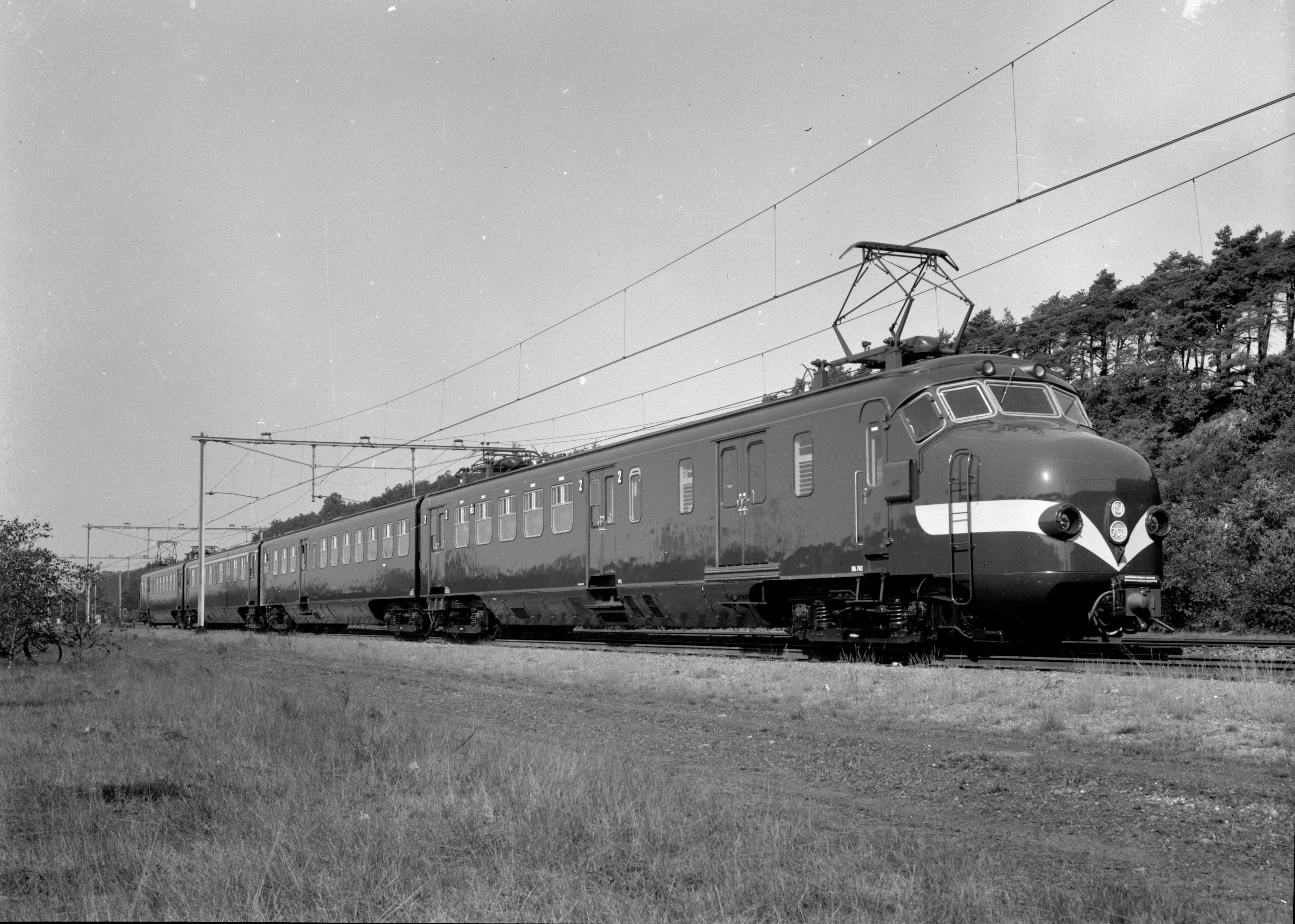
La 763 avec moustache prototype.
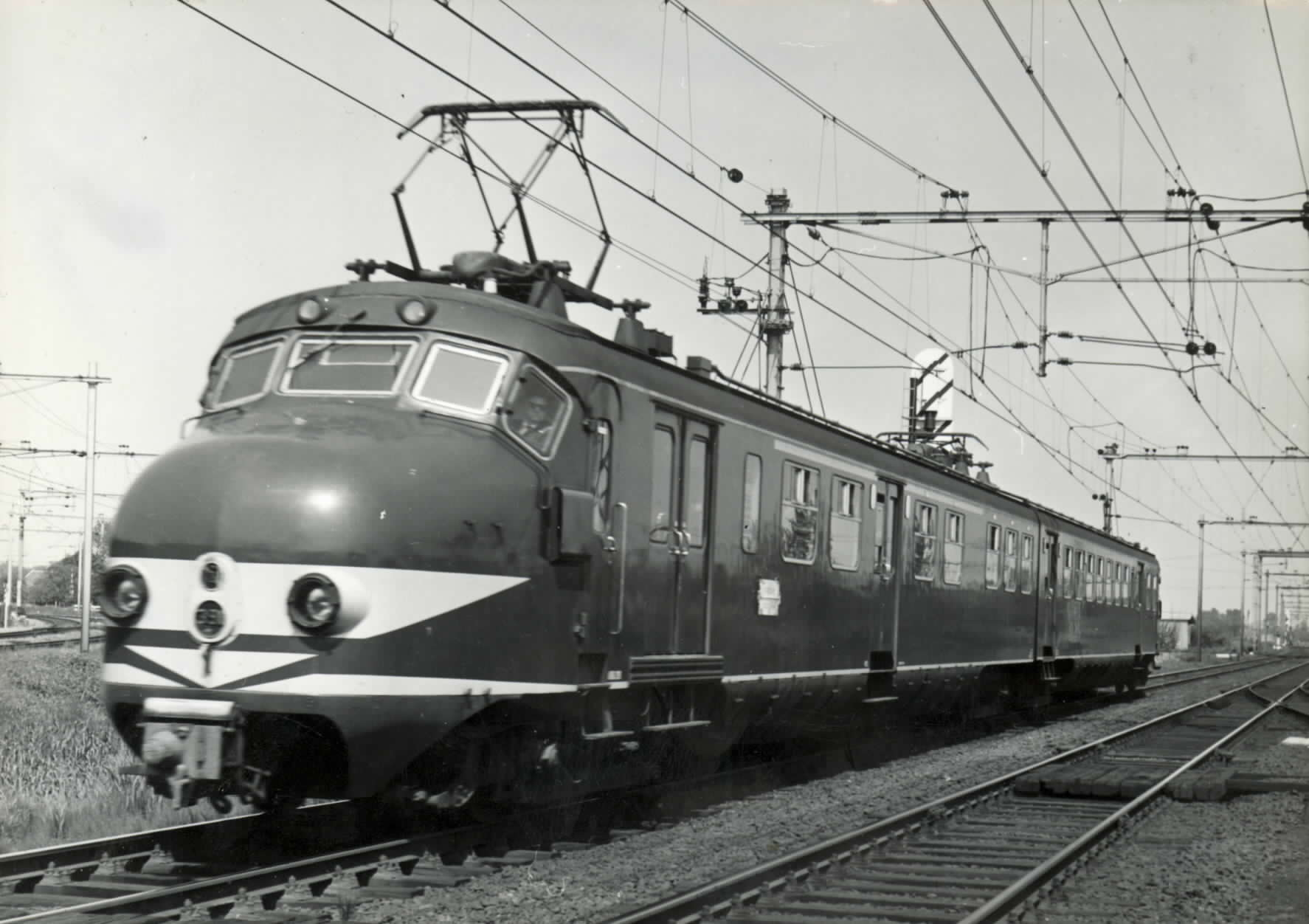
Nouvelle livrée verte.
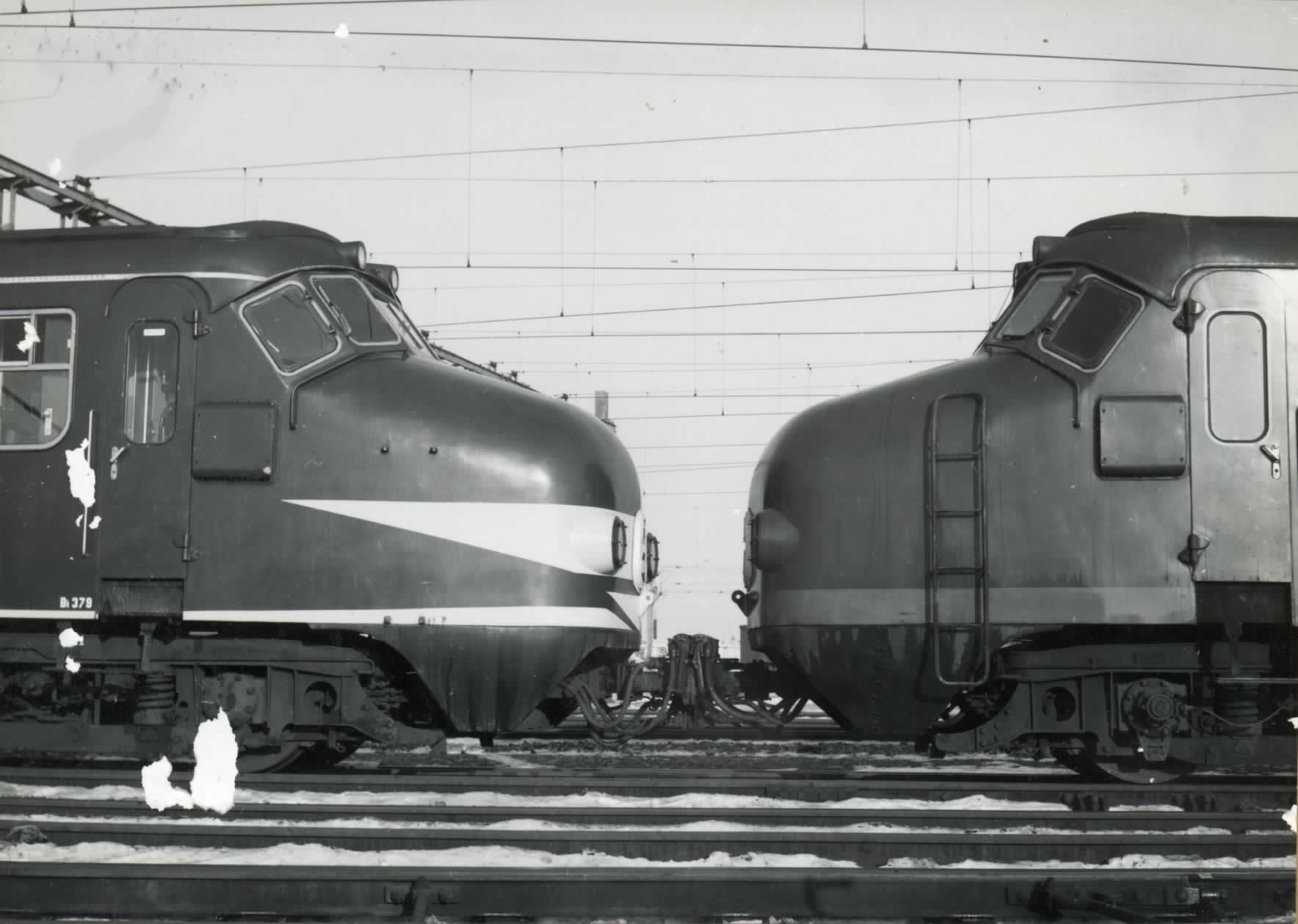
Rames dans les deux livrées.
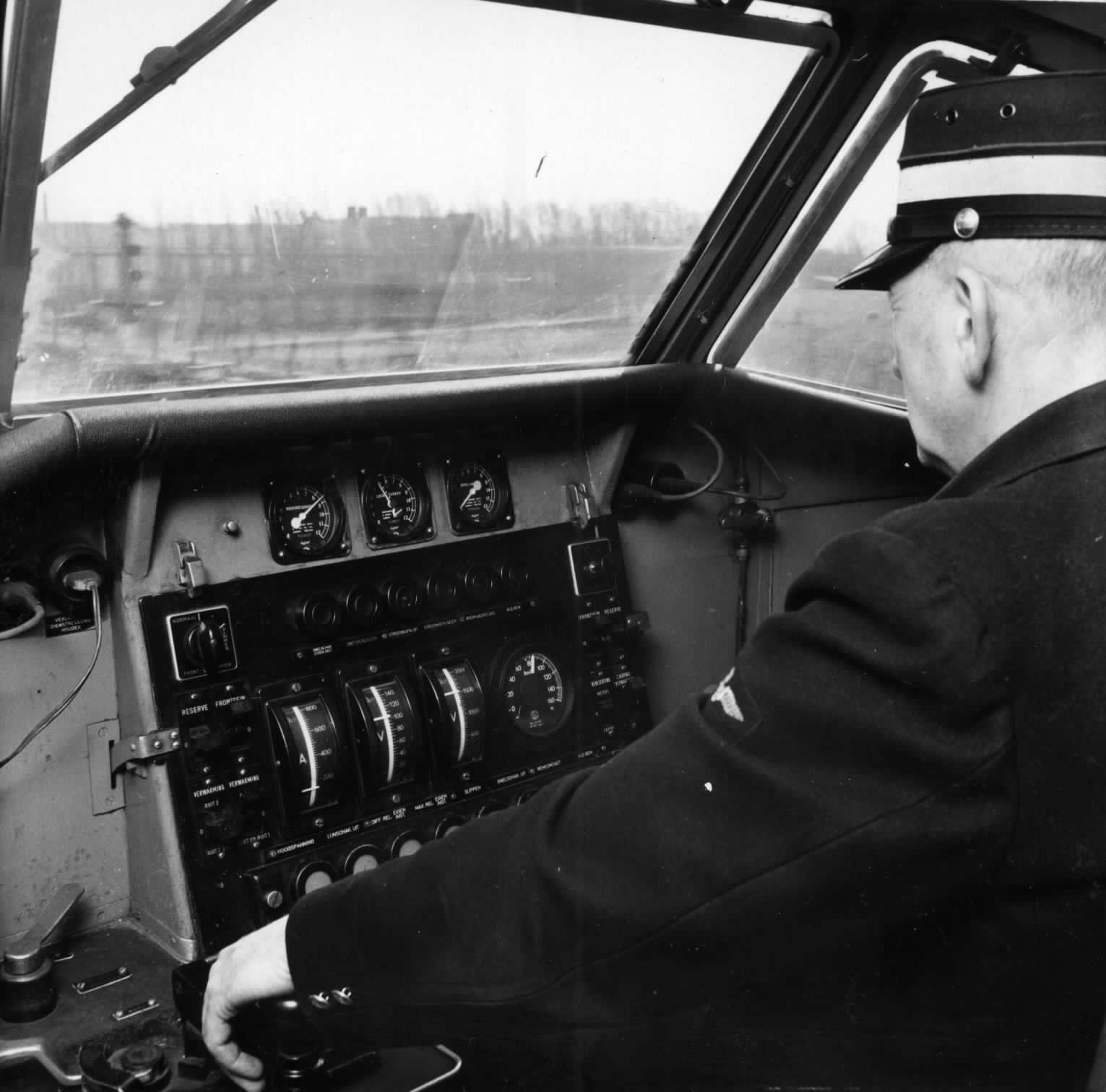
Cabine de conduite.

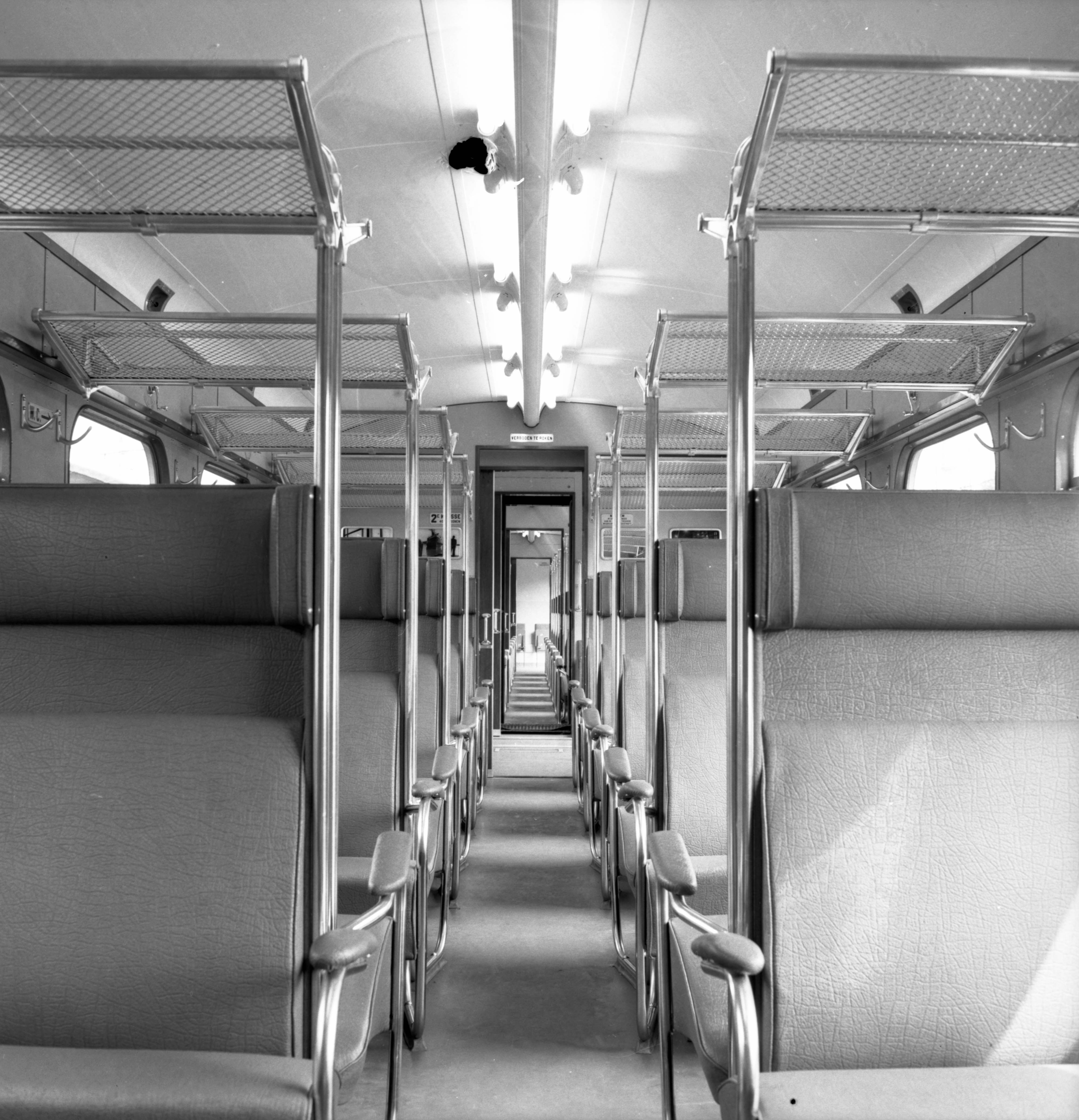
Intérieur d'origine (2e classe).
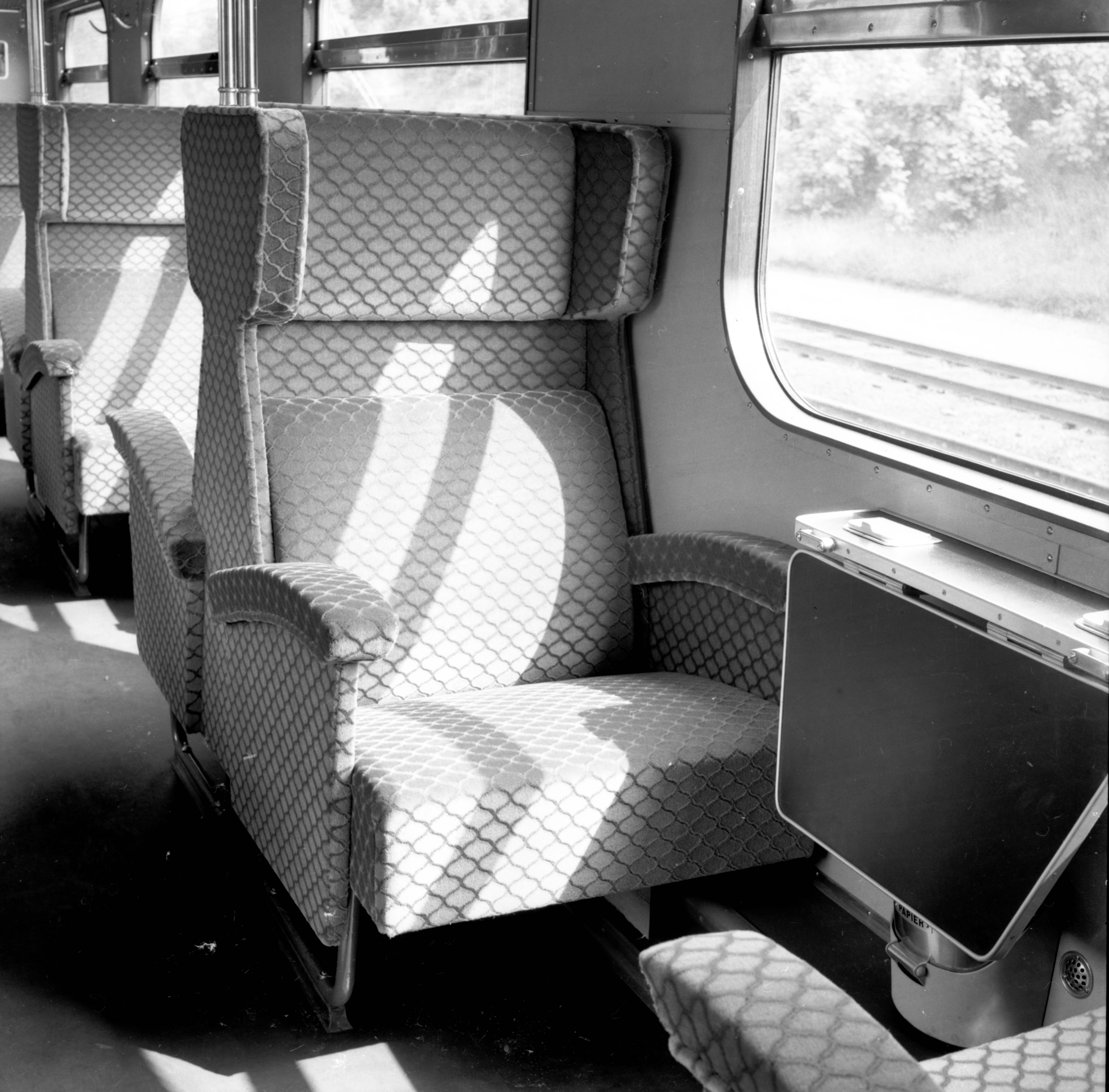
1re classe.
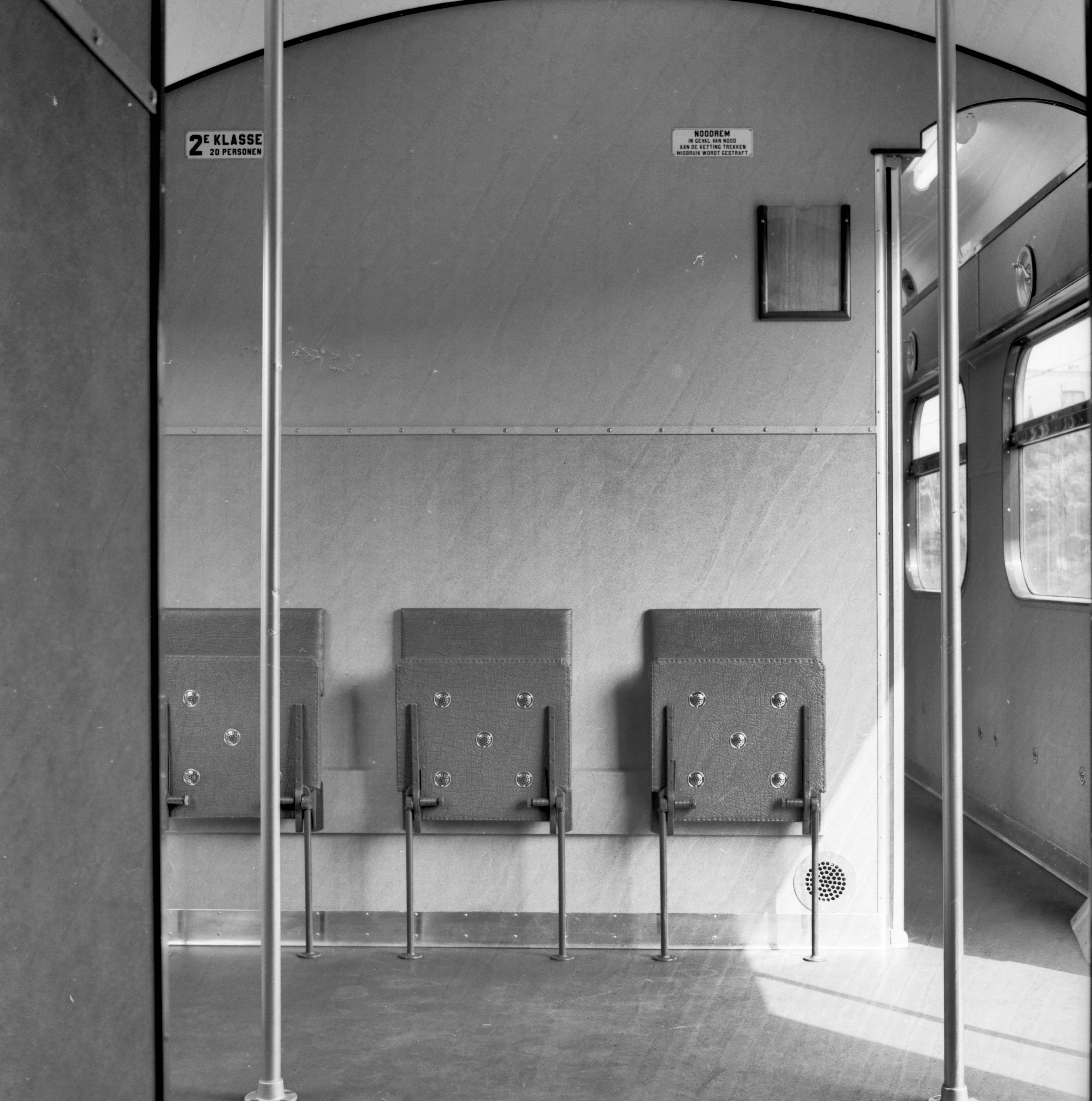
Vestibule et couloir de 2e classe.
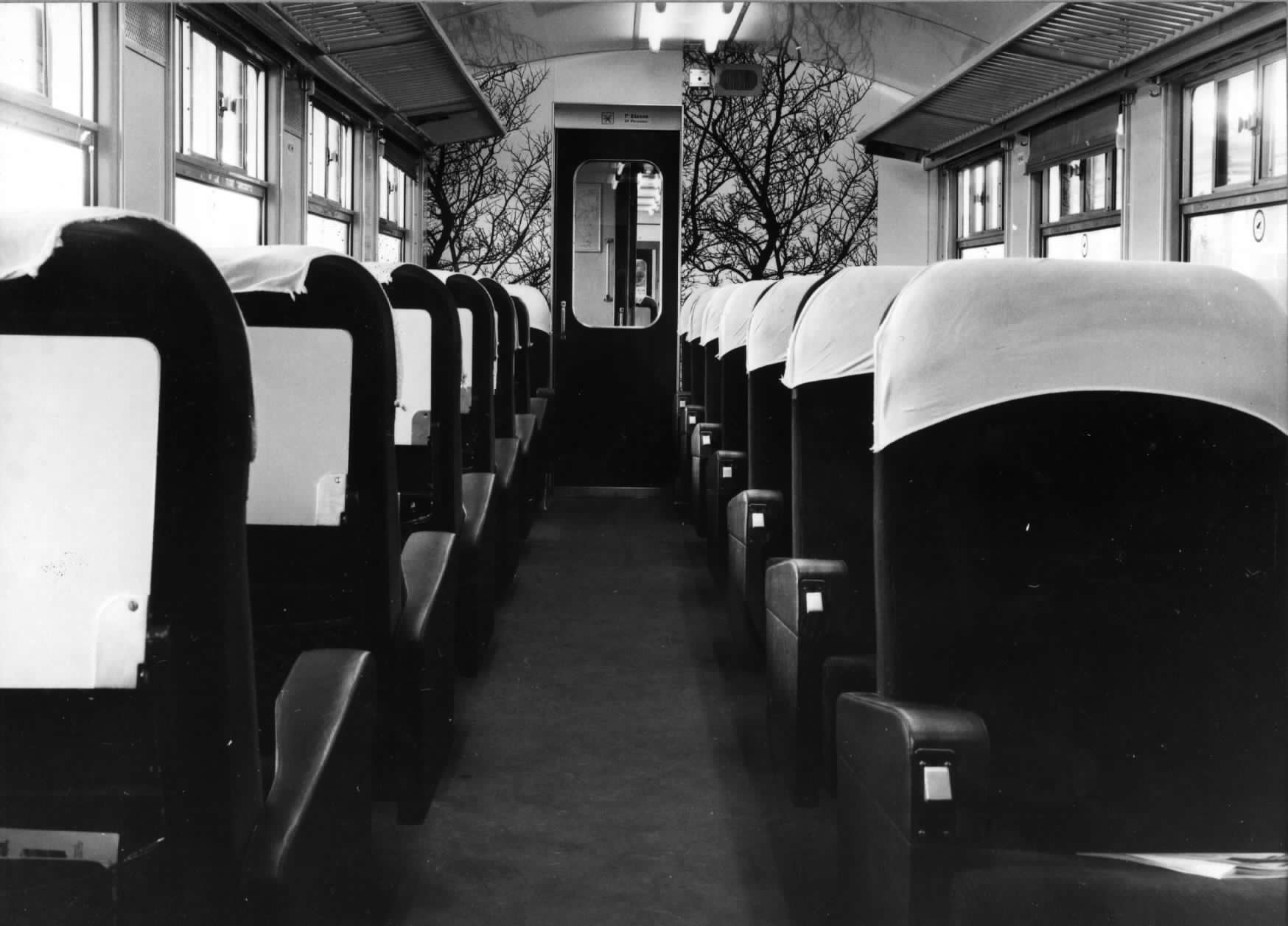
Intérieur de la rame prototype Intercity n°1970.
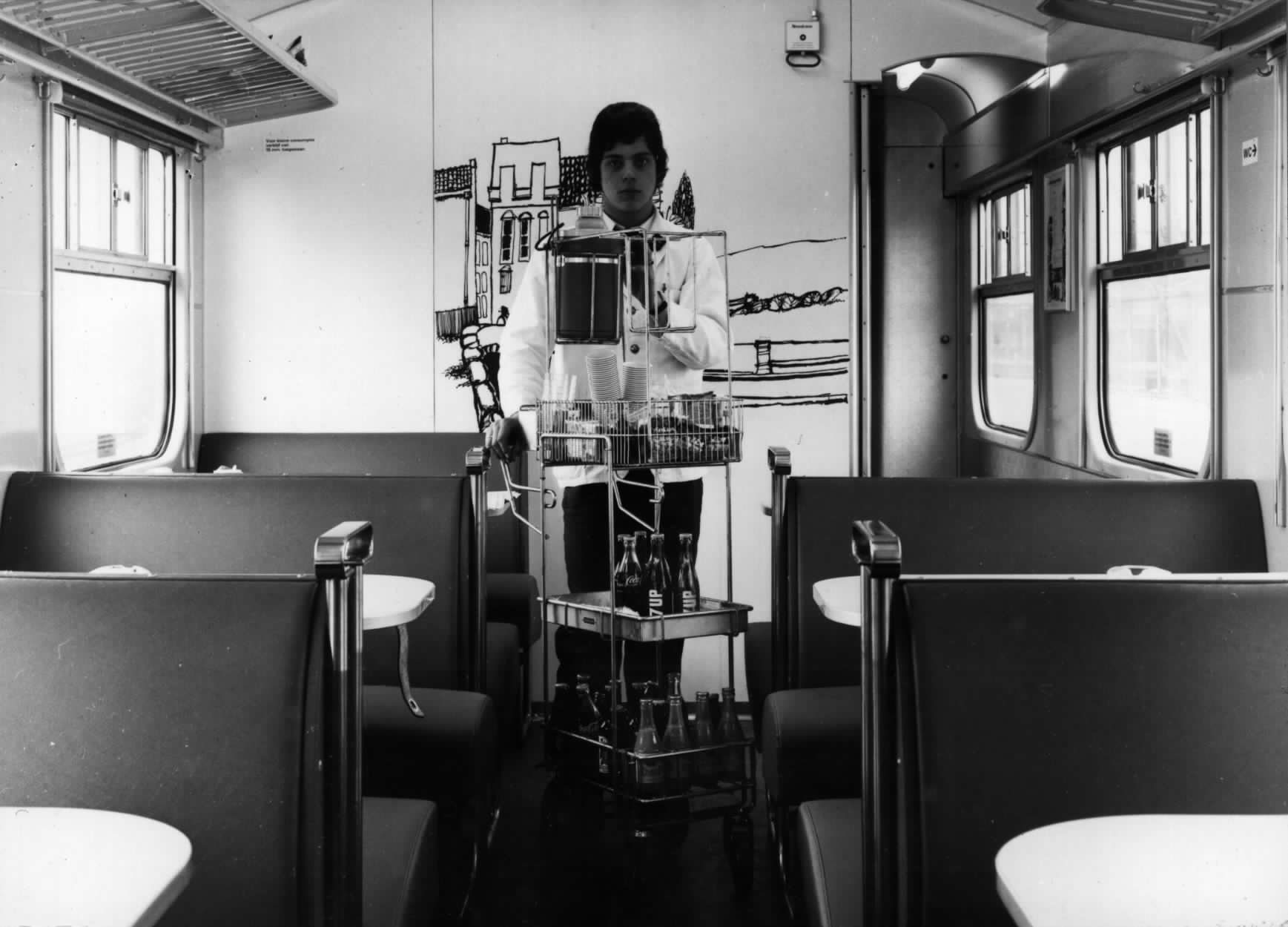
Service buffet dans la voiture-restaurant de la 790 Intercity.
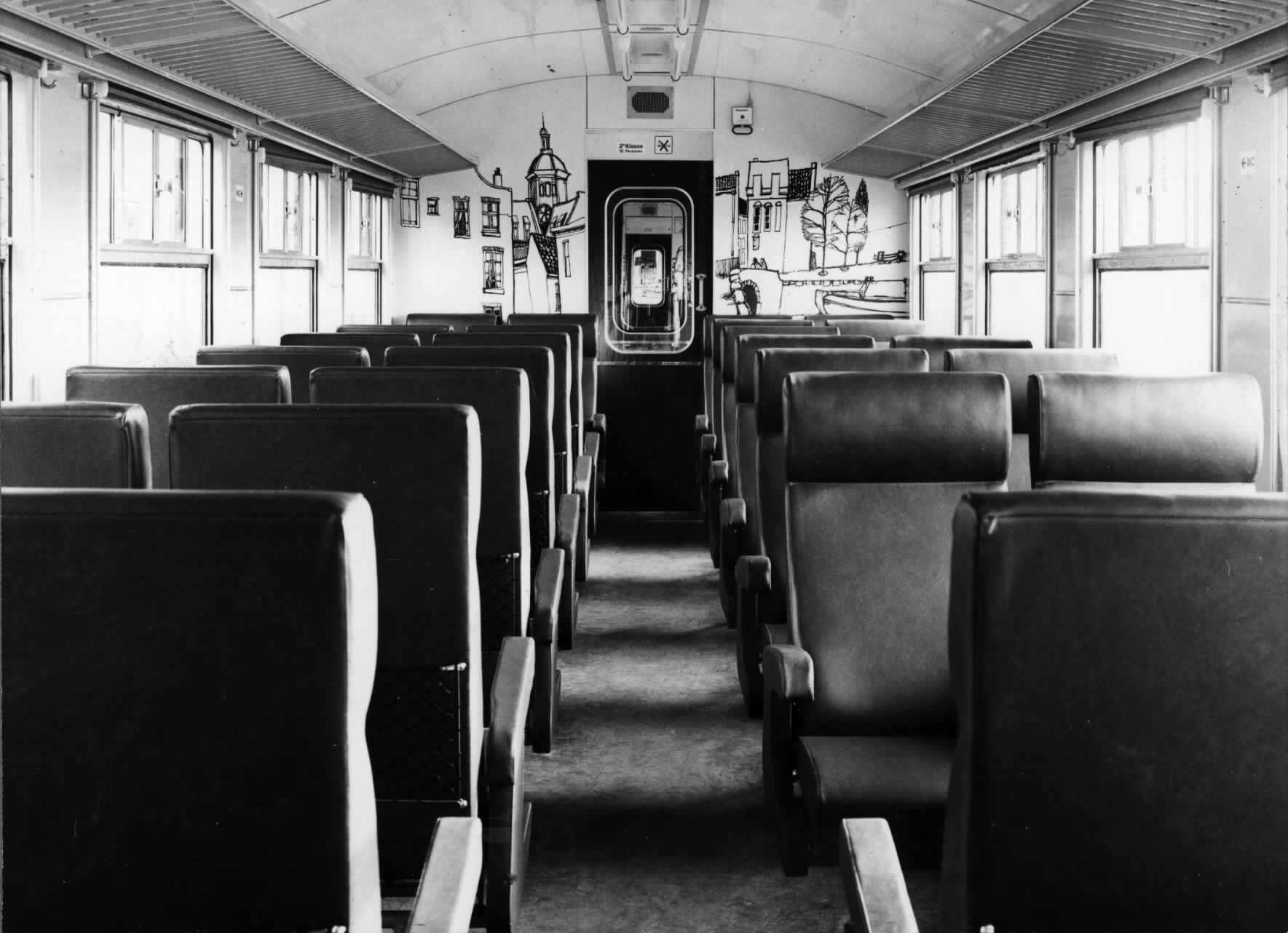
Intérieur 2e classe de la 790 Intercity.
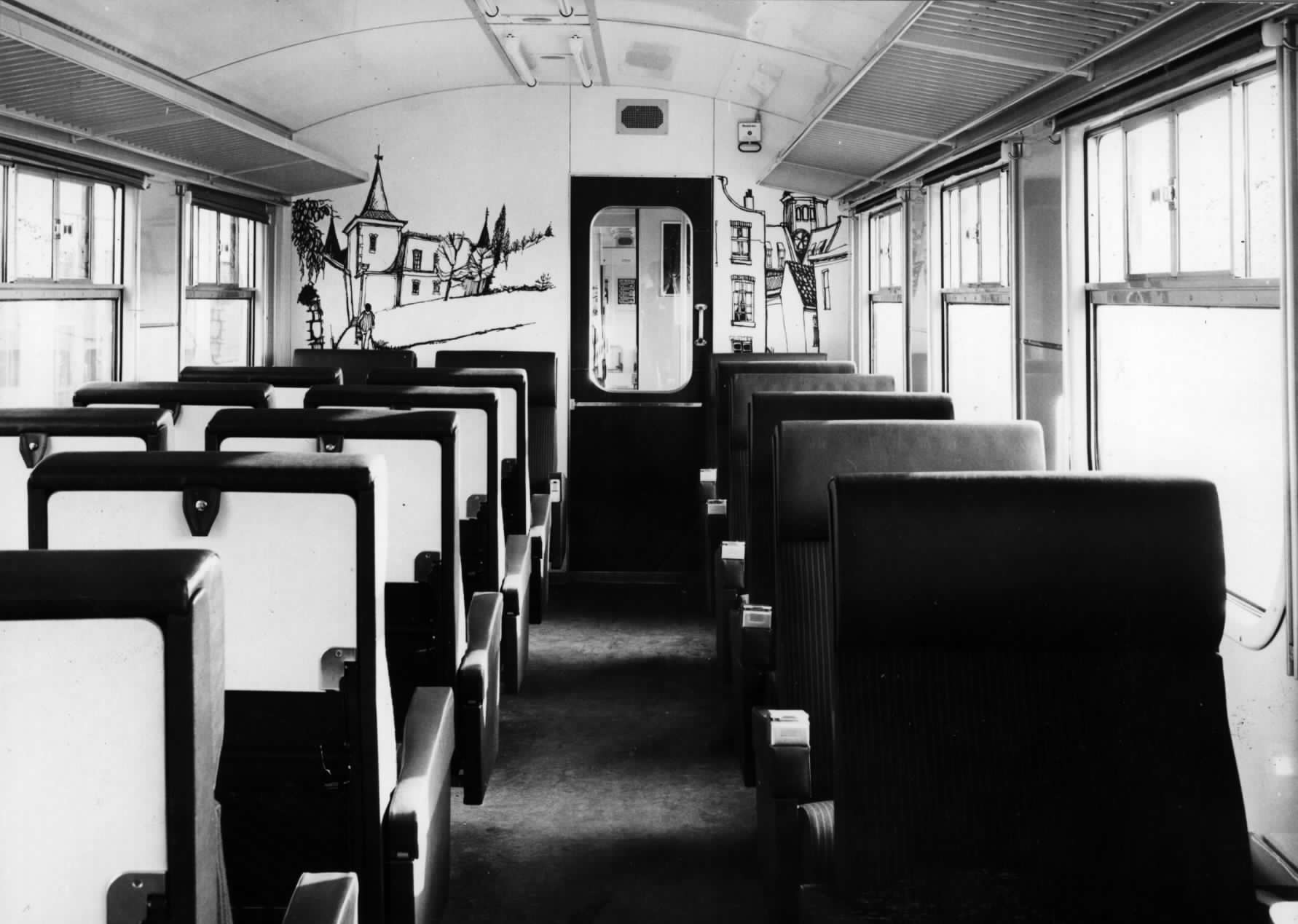
1re classe.
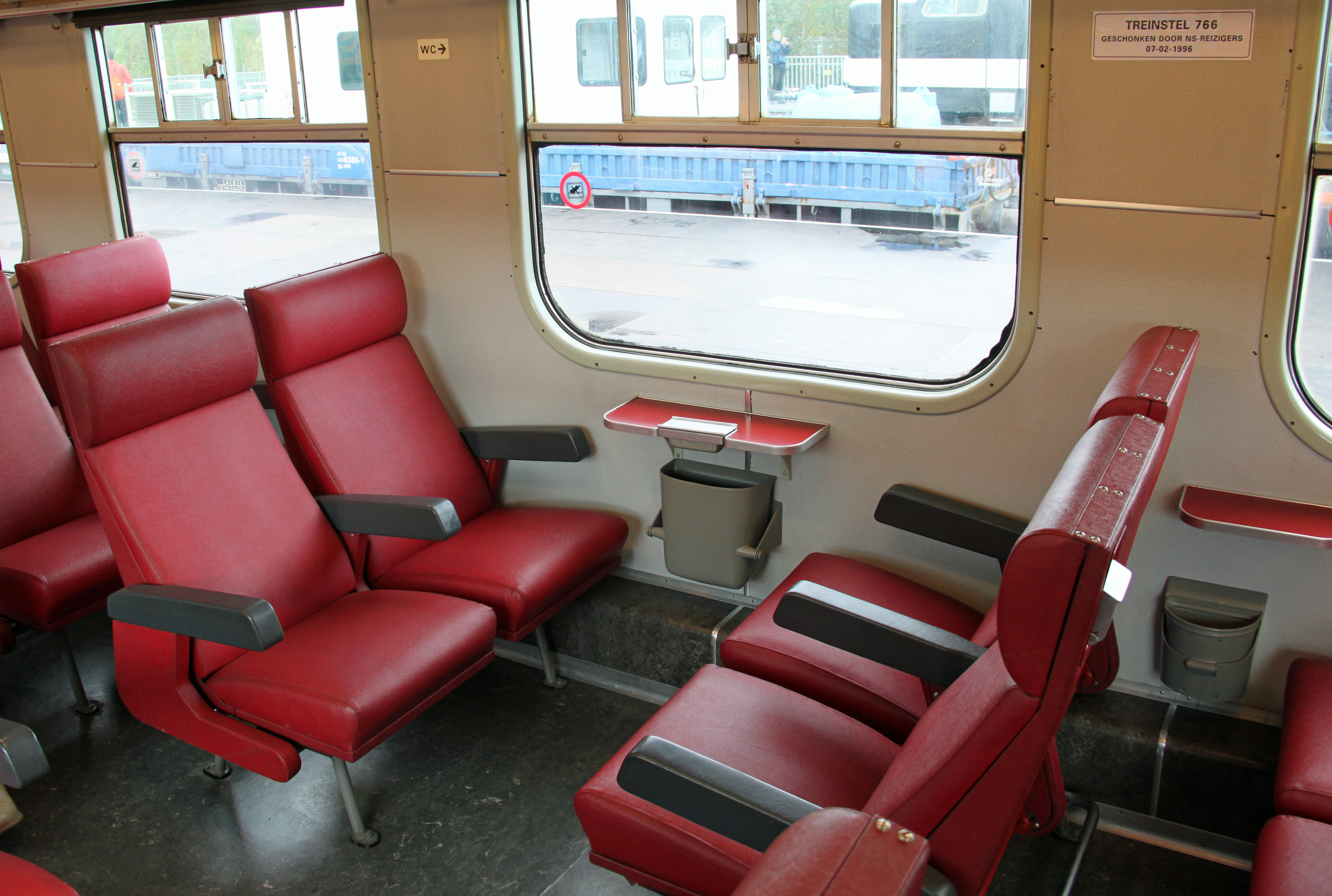
Dernier type de sièges (2e classe).
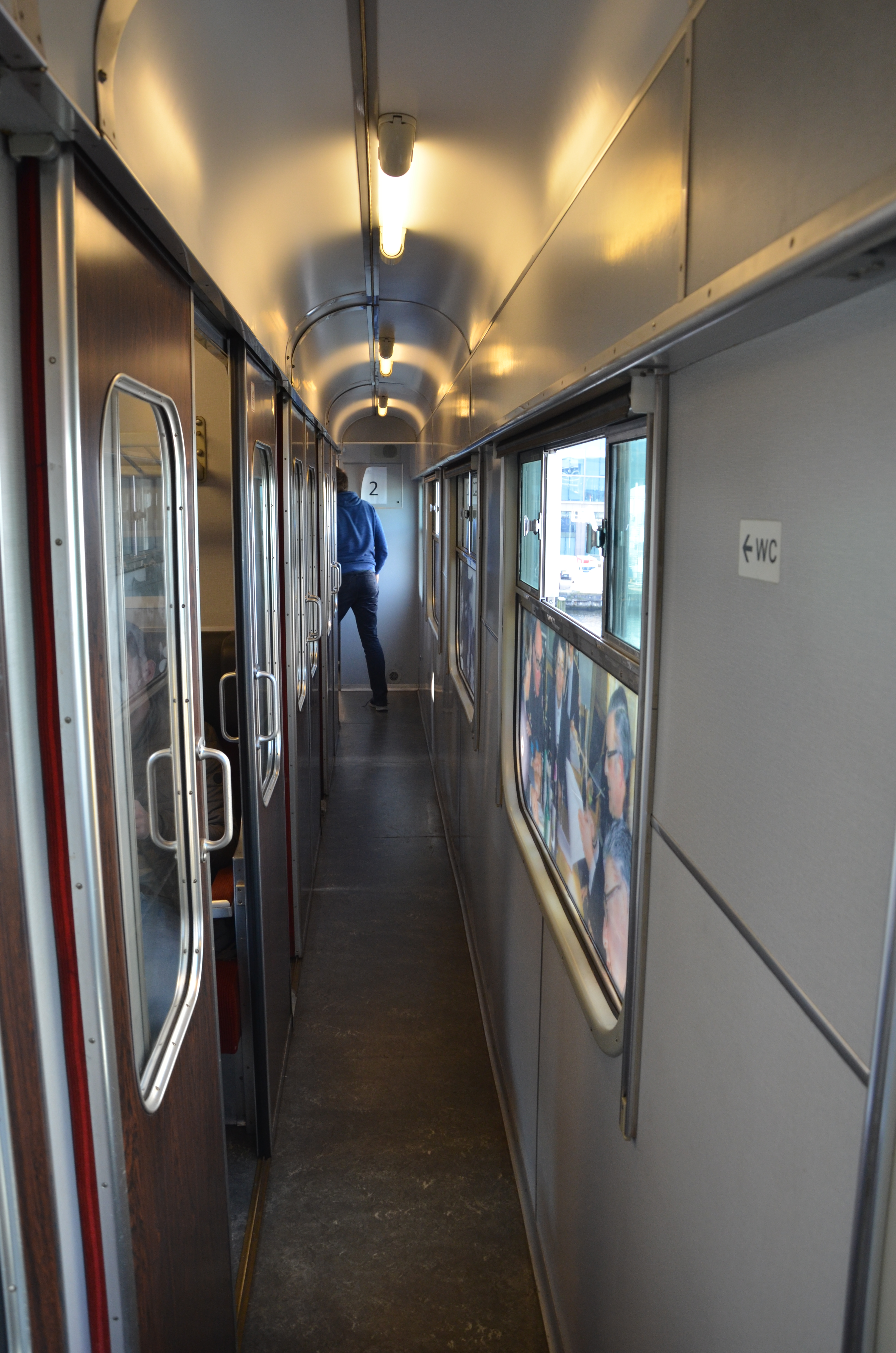
Couloir de 1re classe.

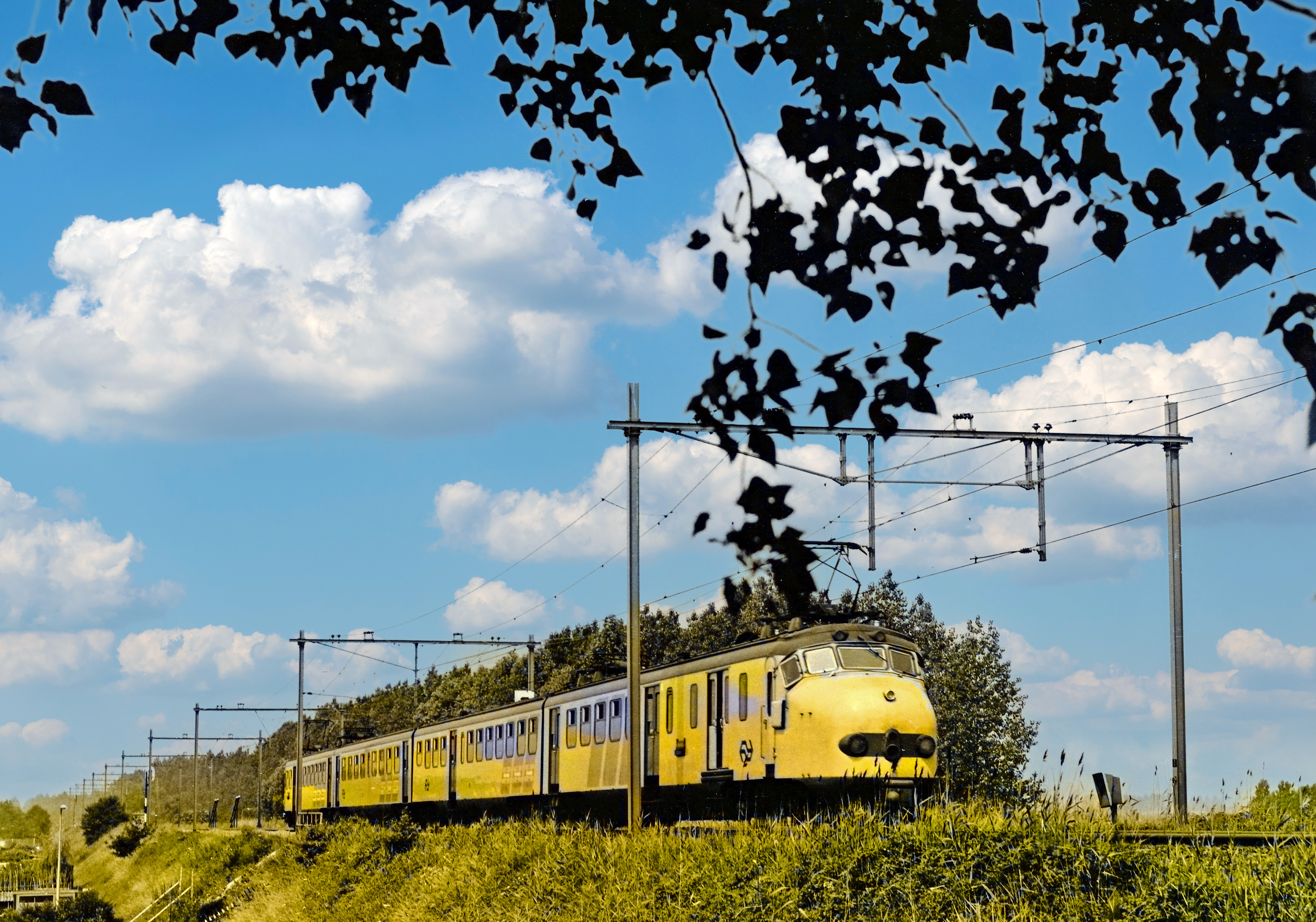
Rame quadruple en livrée jaune.
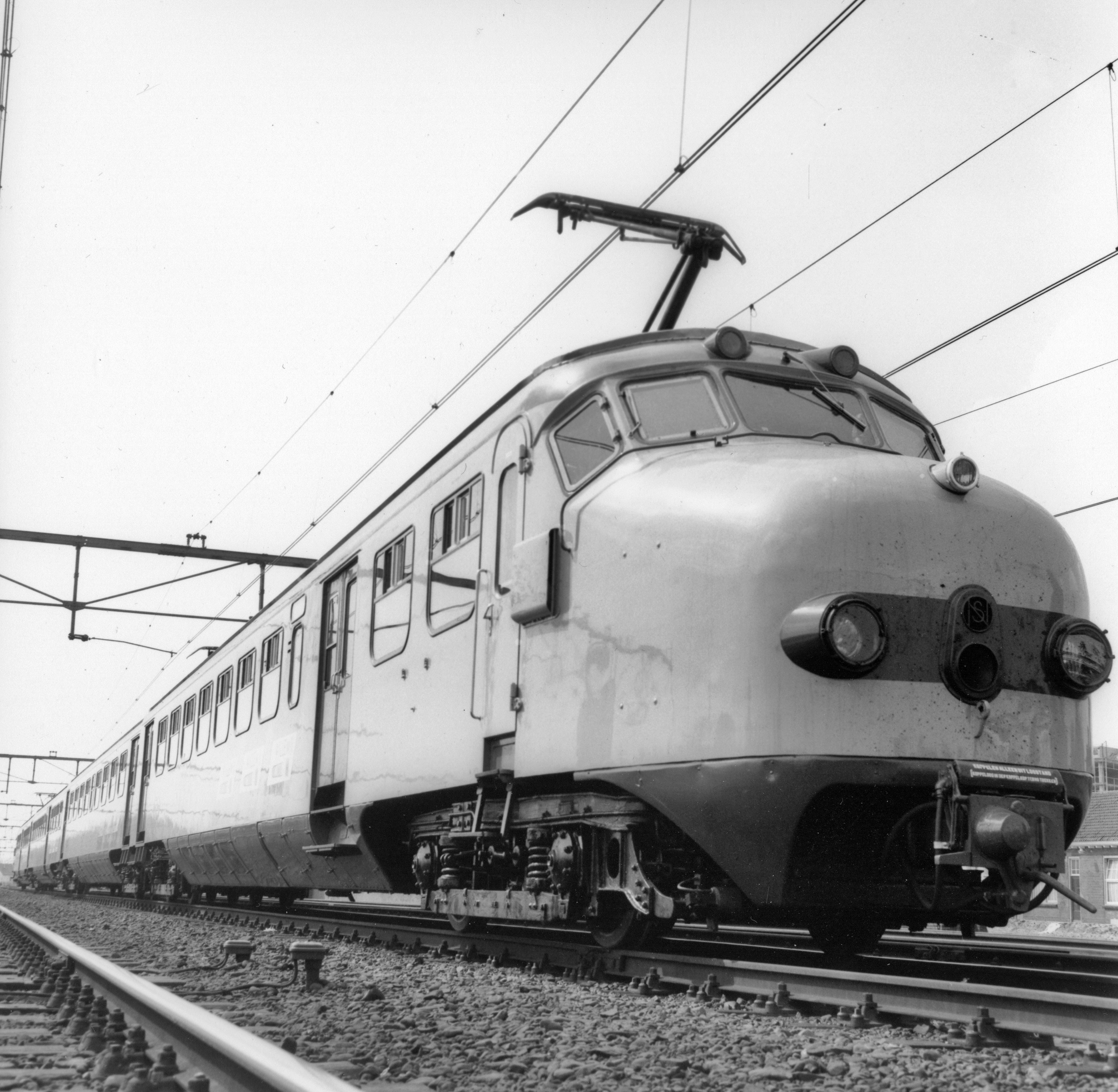
Rame prototype 1970 en état d'origine.
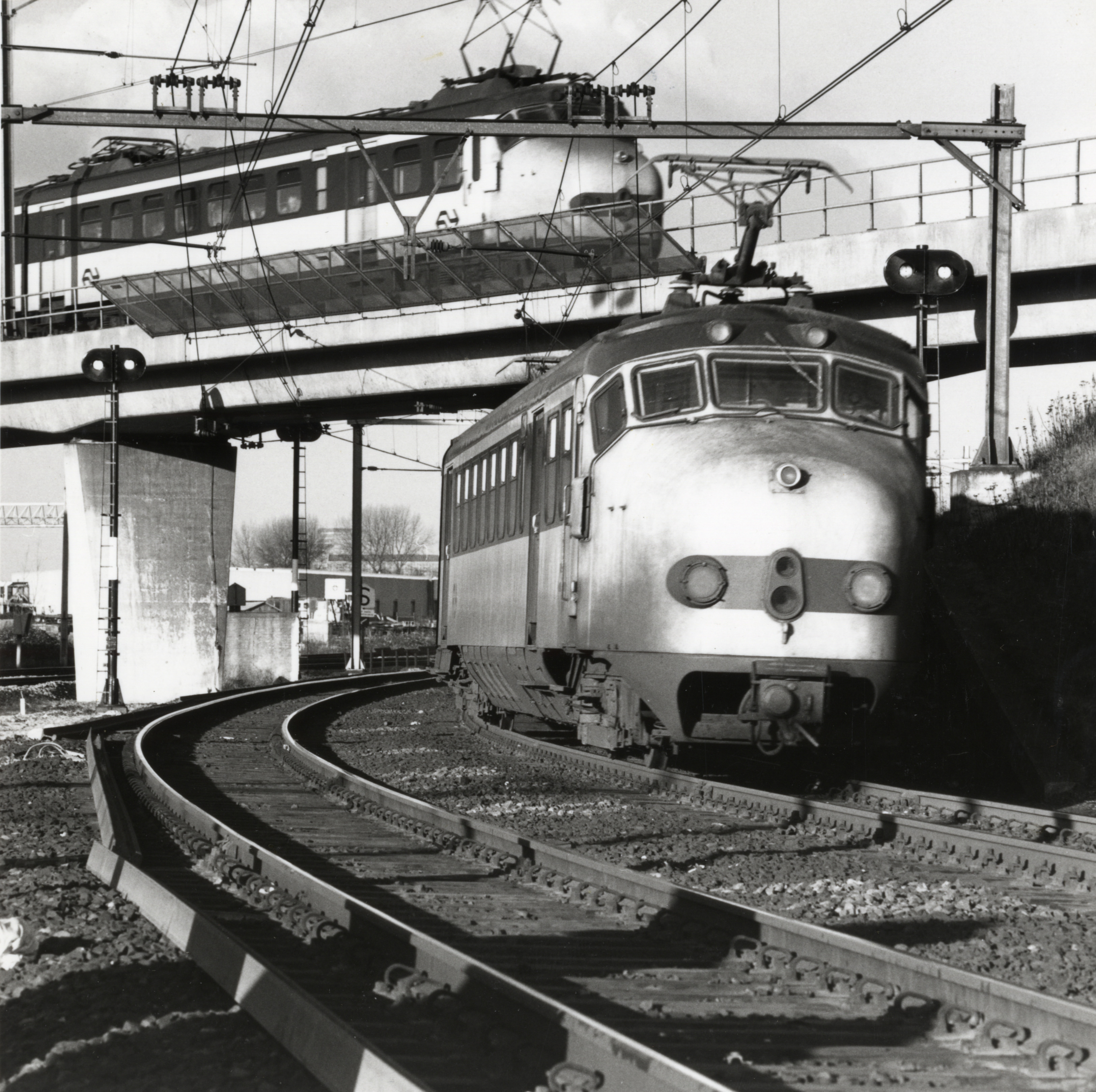
Croisement de deux rames série 1700 à Utrecht (1982).
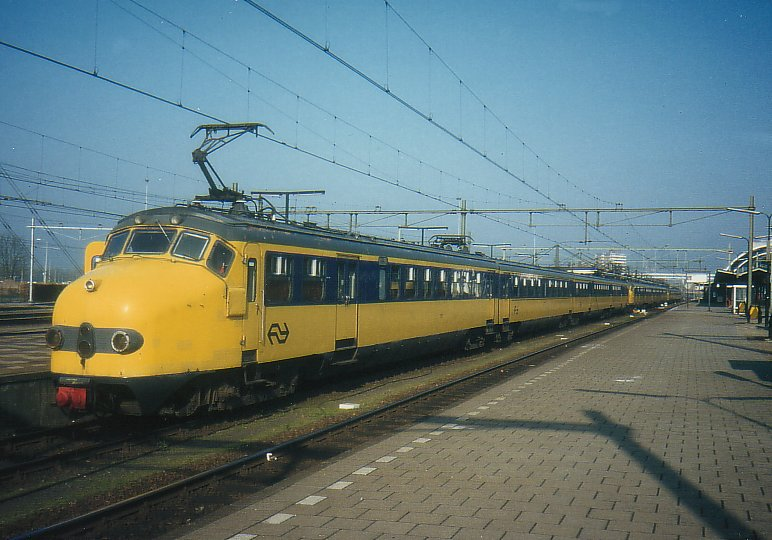
La rame 777 (1789 en livrée Intercity).